# Rautjärvi
Rautjärvi é um município da Finlândia localizado na região da Carélia do Sul, província da Finlândia Meridional.
O município tem a população de 3,841 no censo de 2013, sendo a cidade natal do famoso sniper Simo Häyhä.